# Neptis annamitica
Neptis annamitica är en fjärilsart som beskrevs av Hans Fruhstorfer 1908. Neptis annamitica ingår i släktet Neptis och familjen praktfjärilar. Inga underarter finns listade i Catalogue of Life.